# Tarkhani (Mordòvia)
|  | Per a altres significats, vegeu «Tarkhani». |

Tarkhani (en rus: Тарханы) és un poble de la República de Mordòvia, a Rússia, segons el cens del 2010 tenia 275 habitants, és la seu administrativa del districte homònim. Es troba a 30 km de Témnikov, la capital del districte.